# UBS Mayu

L' UBS Mayu a été le premier navire amiral de la Marine birmane. Il a été mis en service le 25 mai 1947 en tant que HMS Fal (K266) dans la Royal Navy. Il a connu 32 années de service actif au cours desquelles il a participé à de nombreuses campagnes de contre-insurrection, protégeant les eaux territoriales du Myanmar, et a également servi de navire-école pour les officiers et les matelots de la marine birmane. Le navire avait été construit en tant que frégate de classe River pour la Royal Navy et la Marine royale canadienne pendant la Seconde Guerre mondiale et a été transféré au gouvernement birman en 1947 en prêt et de façon permanente en 1948. Il a été mis hors service en 1979 et a été converti en navire musée à Rangoun.

## Historique

### Comme HMSFal
Le HMS Fal était une frégate construite pour la guerre anti-sous-marine et l'escorte de convois pendant la Seconde Guerre mondiale . Sa quille a été posée le 20 mai 1942 en Angleterre et mis en service par la Royal Navy le 2 juillet 1943. Il a d'abord servi pendant un certain temps dans l'Atlantique Nord, avant de se rendre à Freetown (Sierra Leone pour le service des convois ouest-africains entre Lagos, Sékondi et Freetown. À ce stade de la Bataille de l'Atlantique, la menace des U-boot avait été diminuée et le travail des escorteurs était routinier, ne voyant aucune action ennemie. À la fin des hostilités, il était à la Base navale de Simon's Town, et a été transféré en Extrême-Orient, stationnant à Rangoun. Il a été remis par le gouvernement britannique à la Réserve des volontaires de la marine royale de Birmanie le 25 mai 1947 en prêt à la Birmanie.

### Comme HMBSMayu
Le général Aung San a accepté le transfert du navire au nom du gouvernement birman. Au cours de son discours d'acceptation, il l'a renommée HMBS Mayu, d'après le nom de la rivière Mayu dans l'État d'Arakan pour honorer les officiers et les hommes de la Réserve des volontaires de la Marine royale de Birmanie, qui ont combattu les forces impériales japonaises sur la rivière pendant la Seconde Guerre mondiale. Le capitaine de corvette Khin Maung Bo a été le premier commandant du HMBS Mayu. La navire a pris part à une salve de 25 coups de canon avec le HMS Birmingham le 4 janvier 1948 pour marquer l'indépendance de la Birmanie par rapport à la domination coloniale britannique.

### Comme UBSMayu
Le 29 août 1948, la frégate a été transférée de façon permanente à la marine birmane en tant que cadeau gratuit et elle a été officiellement rebaptisée UBS Mayu . Il a combattu aux côtés d'autres navires de la marine birmane et des unités de l'armée birmane dans diverses batailles au cours des années turbulentes qui ont suivi l'indépendance de la Birmanie en 1948.
Il a servi de navire amiral de la marine birmane tout au long de son service et a été déclassé le 28 septembre 1979 après 32 ans de service actif. À la suite de son déclassement, il a été désigné comme navire de guerre historique et a été conservé en tant que navire musée au quartier général de la formation navale du Myanmar, à Seikkyi (Rangoun).